# Сивобуз дрозд
Сивобуз дрозд (Catharus minimus) е вид птица от семейство Turdidae.

## Разпространение и местообитание
Разпространен е в Белиз, Бермудските острови, Бразилия, Венецуела, Гватемала, Гвиана, Доминика, Еквадор, Канада, Колумбия, Коста Рика, Куба, Кюрасао, Мексико, Никарагуа, Панама, Перу, Пуерто Рико, Русия, САЩ, Сейнт Лусия, Сен Пиер и Микелон, Суринам, Тринидад и Тобаго, Хаити, Хондурас и Ямайка.